# Simrik Airlines
Simrik Airlines Pvt. Ltd. est une compagnie aérienne népalaise, basée à Katmandou et créée en 2009.
La compagnie figure sur la liste des transporteurs aériens interdits dans l'Union européenne.

## Flotte

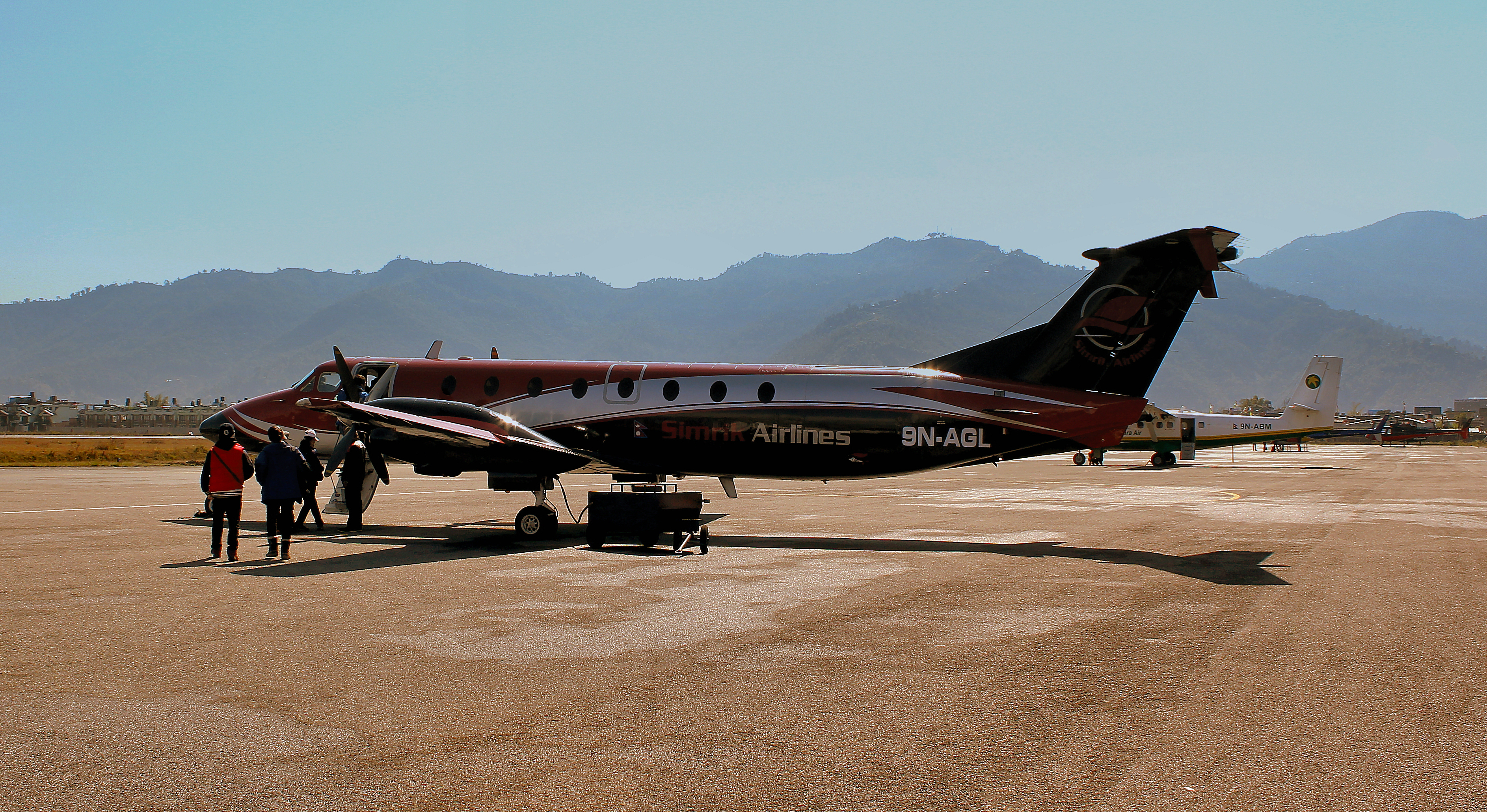
Beechcraft 1900 de Simrik Airlines à l'aéroport de Pokhara.